# Odrzykożuch
Odrzykożuch – osada w Polsce położona w województwie wielkopolskim, w powiecie poznańskim, w gminie Murowana Goślina.
Nazwa osady wiąże się z rabusiami przydrożnymi, którzy mieli tu jakoby swoją główną siedzibę.
Obok osady, w oddziałach leśnych nr 149 i 150, znajdują się tzw. Torfy Krauzego - miejsca z widocznymi śladami po eksploatacji torfu. Na terenie oddziałów 143j, 143h i 150c wznosi się niewielkie wzgórze zwane Bartczówką (całkowicie zalesione). Jest to pozostałość po dużych zabudowaniach gospodarczych niemieckiego gospodarza - Bartcza.
Przy zabudowaniach leśnictwa rośnie pomnikowy dąb o obwodzie 450 cm.